# Neves (Familienname)
Neves ist ein portugiesischer Familienname.

## Namensträger
- Abdias da Costa Neves (1876–1928), brasilianischer Rechtsanwalt, Journalist und Politiker
- Aécio Neves (* 1960), brasilianischer Ökonom und Politiker
- Álvaro Eugénio Neves da Fontoura (1891–1975), portugiesischer Offizier, Kolonialverwalter und Politiker
- André Neves (Autor) (* 1973), brasilianischer Bilderbuchautor und Illustrator
- André Neves (Mathematiker) (* 1975), portugiesischer Mathematiker
- Andre Neves, luxemburgischer Musikproduzent, Mitglied von Magestick
- Bruno Neves (1981–2008), portugiesischer Radrennfahrer
- Carlos Augusto Rego Santos-Neves (* 1944), brasilianischer Diplomat
- Carlos César Neves (* 1987), brasilianischer Fußballspieler
- Daniel Tavares Baeta Neves (1911–1980), brasilianischer Geistlicher, Bischof von Sete Lagoas
- Delfim Neves (* 1965), Politiker in São Tomé und Príncipe
- Denílson Pereira Neves (* 1988), brasilianischer Fußballspieler
- Derilson Neves (* 1983), são-toméischer Fußballspieler
- Fernando Neves (Diplomat) (* 1946/1947), portugiesischer Diplomat und Politiker
- Fernando Neves (Schauspieler) († 2020), brasilianischer Schauspieler
- Fernando Maria Neves (* 1978), kapverdischer Fußballspieler
- Fernando Pascoal Neves (1947–1973), portugiesischer Fußballspieler
- Flávio Cardoso Neves, osttimoresischer Politiker
- Francisco Edimilson Neves Ferreira (* 1969), brasilianischer Geistlicher, Bischof von Tianguá
- Francisco Ramos de Andrade Neves (1874–1951), brasilianischer Generalmajor
- Gabriel Neves (* 1997), uruguayischer Fußballspieler
- Hernâni Neves (* 1963), portugiesischer Fußballspieler
- Higínio das Neves (* 1966), osttimoresischer Offizier
- Ignácio Parreiras Neves (1730?–1794), brasilianischer Komponist
- Jaime Neves (Jaime Alberto Gonçalves das Neves; 1936–2013), portugiesischer Generalmajor
- Javier Neves (1953–2021), peruanischer Rechtswissenschaftler und Politiker
- João Neves (* 2004), portugiesischer Fußballspieler
- João Neves da Fontoura (1887–1963), brasilianischer Jurist, Diplomat und Politiker
- John Neves (1931–1988), US-amerikanischer Jazzbassist
- Jorge Trindade Neves de Camões (* 1969), osttimoresischer Diplomat
- José Neves, osttimoresischer Beamter und Politiker
- José Neves (Radsportler) (* 1995), portugiesischer Radrennfahrer
- José Lázaro Neves (1902–1991), brasilianischer Ordensgeistlicher, Bischof von Assis
- José Maria da Silva Neves (1896–1978), brasilianischer Aquarellist, Architekt und Hochschullehrer
- José Maria Neves (* 1960), kapverdischer Politiker
- Leandro Vissotto Neves (* 1983), brasilianischer Volleyballspieler
- Lucas Moreira Neves (1925–2002), brasilianischer Geistlicher, Erzbischof von São Salvador da Bahia
- Luciano da Rocha Neves (* 1993), brasilianischer Fußballspieler
- Marcos Neves (* 1988), brasilianischer Fußballspieler
- Maria das Neves (* 1958), Politikerin aus São Tomé und Príncipe
- Maria do Céu Patrão Neves (* 1959), portugiesische Politikerin
- Octávio Rainho da Silva Neves (* 1929), brasilianischer Diplomat
- Oscar Castro-Neves (1940–2013), brasilianischer Musiker
- Pedro Rocha Neves (* 1994), brasilianischer Fußballspieler
- Rogério Augusto das Neves (* 1966), brasilianischer Geistlicher, Weihbischof in São Paulo
- Rúben Neves (* 1997), portugiesischer Fußballspieler
- Sebastião Afonso Viana Macedo Neves (* 1961), brasilianischer Politiker, siehe Tião Viana
- Tancredo Neves (1910–1985), brasilianischer Politiker
- Thiago Neves (* 1985), brasilianischer Fußballspieler
- Tibúrcio da Costa Neves (1953–1989), Unabhängigkeitskämpfer
- Victor Neves Rangel (* 1990), brasilianischer Fußballspieler
- Walter Neves (* 1957), brasilianischer Anthropologe, Archäologe und Biologe
- Wilson das Neves (1936–2017), brasilianischer Musiker der Música Popular Brasileira